# Cour suprême des Comores
Pour les autres articles nationaux ou selon les autres juridictions, voir Cour suprême.
La Cour suprême des Comores est la plus haute institution de l'ordre judiciaire aux Comores. Elle siège à Moroni.
Ses décisions ne sont susceptibles d'aucun recours et s'imposent à l’ensemble des organes de l’État.
La Cour suprême est divisée en trois sections : judiciaire, administrative et des comptes ; et peut se réunir selon quatre formations : sections, sections réunies, chambres, et chambres réunies.